# Comunità montana Valle del Liri
La Comunità montana Valle del Liri è una delle comunità montane del Lazio, sita nella provincia di Frosinone.il nome deriva dal fiume Liri che scorre attraverso questa comunità 

## Comuni
Con 19 comuni, è una delle più estese. I comuni sono:
- Arce
- Arpino
- Broccostella
- Castelliri
- Castrocielo
- Cervaro
- Colfelice
- Colle San Magno
- Fontana Liri
- Isola del Liri
- Piedimonte San Germano
- Rocca d'Arce
- Roccasecca
- Sant'Elia Fiumerapido
- Santopadre
- San Vittore del Lazio
- Sora
- Terelle
- Villa Santa Lucia